# Lijst van voetbalinterlands Cyprus - Montenegro
Deze lijst van voetbalinterlands is een overzicht van alle officiële voetbalwedstrijden tussen de nationale teams van Cyprus en Montenegro. De landen hebben tot op heden vijf keer tegen elkaar gespeeld. De eerste ontmoeting, een kwalificatiewedstrijd voor het Wereldkampioenschap voetbal 2010, was op 6 juni 2009 in Larnaca. Het laatste duel, een groepswedstrijd tijdens de UEFA Nations League 2020/21, vond plaats op 17 november 2020 in Podgorica.

## Wedstrijden
| № | Plaats    | Datum            | Competitie                  | Wedstrijd           | Uitslag |
| - | --------- | ---------------- | --------------------------- | ------------------- | ------- |
| 1 | Larnaca   | 6 juni 2009      | WK 2010 kwalificatie        | Cyprus − Montenegro | 2 − 2   |
| 2 | Podgorica | 9 september 2009 | WK 2010 kwalificatie        | Montenegro − Cyprus | 1 − 1   |
| 3 | Nicosia   | 23 maart 2018    | Vriendschappelijk           | Cyprus − Montenegro | 0 − 0   |
| 4 | Nicosia   | 5 september 2020 | UEFA Nations League 2020/21 | Cyprus − Montenegro | 0 − 2   |
| 5 | Podgorica | 17 november 2020 | UEFA Nations League 2020/21 | Montenegro − Cyprus | 4 − 0   |

## Samenvatting
| Competitie          | Totaal gespeeld | Winst Cyprus | Gelijk | Winst Montenegro | Doelsaldo Cyprus – Montenegro |
| ------------------- | --------------- | ------------ | ------ | ---------------- | ----------------------------- |
| WK-kwalificatie     | 2               | 0            | 2      | 0                | 3 − 3                         |
| UEFA Nations League | 2               | 0            | 0      | 2                | 0 − 6                         |
| Vriendschappelijk   | 1               | 0            | 1      | 0                | 0 − 0                         |
| Totaal              | 5               | 0            | 3      | 2                | 3 − 9                         |

Wedstrijden bepaald door strafschoppen worden, in lijn met de FIFA, als een gelijkspel gerekend.

## Details

### Eerste ontmoeting
| WK 2010 kwalificatie (Larnaca, Cyprus, 6 juni 2009): |       |                                           |
| Cyprus                                               | 2 – 2 | Montenegro                                |
| Konstantinou Michalis 13' Michael Chrysis 45' (pen.) | goals | 65' Dejan Damjanović 78' Dejan Damjanović |

### Tweede ontmoeting
| WK 2010 kwalificatie (Podgorica, Montenegro, 9 september 2009): |       |                   |
| Montenegro                                                      | 1 – 1 | Cyprus            |
| Mirko Vučinić 57' (pen.)                                        | goals | 64' Yiannis Okkas |

### Derde ontmoeting
| Vriendschappelijk (Nicosia, Cyprus, 23 maart 2018): |       |            |
| Cyprus                                              | 0 – 0 | Montenegro |
|                                                     | goals |            |

### Vierde ontmoeting
| UEFA Nations League 2020/21 (Nicosia, Cyprus, 5 september 2020): |       |                                       |
| Cyprus                                                           | 0 – 2 | Montenegro                            |
|                                                                  | goals | 60' Stevan Jovetić 73' Stevan Jovetić |

### Vijfde ontmoeting
| UEFA Nations League 2020/21 (Podgorica, Montenegro, 17 november 2020):               |       |        |
| Montenegro                                                                           | 4 – 0 | Cyprus |
| Stevan Jovetić 14' Aleksandar Boljević 25' Aleksandar Boljević 28' Stefan Mugoša 60' | goals |        |

KOP · A-internationals · Bondscoaches · Statistieken · Cypriotisch vrouwenelftal · Cyprus U21 · Cyprus U20 · Cyprus U19 · Cyprus U18 · Cyprus U17 · Cyprus U16
1960 – 1969 · 
1970 – 1979 · 
1980 – 1989 · 
1990 – 1999 · 
2000 – 2009 · 
2010 – 2019 ·
2020 − 2029
1960 · 
1961 · 
1962 · 
1963 · 
1964 · 
1965 · 
1966 · 
1967 · 
1968 · 
1969 · 
1970 · 
1971 · 
1972 · 
1973 · 
1974 · 
1975 · 
1976 · 
1977 · 
1978 · 
1979 · 
1980 · 
1981 · 
1982 · 
1983 · 
1984 · 
1985 · 
1986 · 
1987 · 
1988 · 
1989 · 
1990 · 
1991 · 
1992 · 
1993 · 
1994 · 
1995 · 
1996 · 
1997 · 
1998 · 
1999 · 
2000 · 
2001 · 
2002 · 
2003 · 
2004 · 
2005 · 
2006 · 
2007 · 
2008 · 
2009 · 
2010 · 
2011 · 
2012 · 
2013 ·
2014 ·
2015 ·
2016 ·
2017 ·
2018 ·
2019 ·
2020 ·
2021 ·
2022
Albanië ·
Andorra ·
Armenië ·
Azerbeidzjan ·
België ·
Bosnië en Herzegovina ·
Bulgarije ·
Canada ·
Denemarken ·
Duitsland ·
Engeland ·
Estland ·
Faeröer ·
Finland ·
Frankrijk ·
Georgië ·
Gibraltar · 
Griekenland ·
Hongarije ·
Ierland ·
IJsland ·
Irak ·
Iran ·
Israël ·
Italië ·
Japan ·
Joegoslavië ·
Jordanië ·
Kazachstan ·
Koeweit ·
Kosovo ·
Kroatië ·
Letland ·
Libanon ·
Litouwen ·
Luxemburg ·
Malta ·
Moldavië ·
Montenegro ·
Nederland ·
Noord-Ierland ·
Noord-Macedonië ·
Noorwegen ·
Oekraïne ·
Oostenrijk ·
Polen ·
Portugal ·
Roemenië ·
Rusland ·
San Marino ·
Saoedi-Arabië ·
Schotland ·
Servië ·
Slovenië ·
Slowakije ·
Sovjet-Unie ·
Spanje ·
Syrië ·
Tsjechië ·
Tsjecho-Slowakije ·
Wales ·
Wit-Rusland ·
Zweden ·
Zwitserland
FSCG · A-internationals · Bondscoaches · Statistieken · Montenegrijns vrouwenelftal · Montenegro U21 · Montenegro U20 · Montenegro U19 · Montenegro U17 · Servië en Montenegro U19 · Servië en Montenegro U17
2003 – 2006** · 
2007 – 2009 · 
2010 – 2019 ·
2020 − 2029
EK 2008 · 
EK 2012 · 
EK 2016
WK 2006** · 
WK 2010 · 
WK 2014 · 
WK 2018
OS 2004** · 
OS 2008 · 
OS 2012 · 
OS 2016
2007 · 
2008 · 
2009 · 
2010 · 
2011 · 
2012 · 
2013 · 
2014 · 
2015 · 
2016 · 
2017 ·
2018 ·
2019 ·
2020 ·
2021 ·
2022 ·
2023
Albanië ·
Armenië ·
Azerbeidzjan ·
België · 
Bosnië en Herzegovina ·
Bulgarije ·
Colombia ·
Cyprus ·
Denemarken · 
Engeland ·
Estland ·
Finland ·
Georgië ·
Ghana ·
Gibraltar ·
Griekenland ·
Hongarije ·
Ierland ·
IJsland ·
Iran · 
Israël ·
Italië ·
Japan ·
Kazachstan ·
Kosovo ·
Letland ·
Libanon ·
Liechtenstein ·
Litouwen ·
Luxemburg ·
Moldavië ·
Nederland ·
Noord-Ierland ·
Noord-Macedonië ·
Noorwegen ·
Oekraïne ·
Oezbekistan ·
Oostenrijk ·
Polen ·
Roemenië ·
Rusland · 
San Marino ·
Servië ·
Slovenië ·
Slowakije ·
Tsjechië ·
Turkije ·
Wales ·
Wit-Rusland ·
Zweden ·
Zwitserland
Argentinië (2006) · 
Ivoorkust (2006) · 
Nederland (2006)
** - Onder de naam Servië en Montenegro